# Renzo Ulivieri
Renzo Ulivieri (San Miniato, 2 febbraio 1941) è un allenatore di calcio e politico italiano, presidente dell'Associazione Italiana Allenatori Calcio e direttore della scuola allenatori della FIGC.

## Biografia
È il nipote di Sergio Ulivieri.

## Carriera

### Calcio

#### Allenatore
Dopo una breve carriera da calciatore trascorsa giocando per cinque anni come centromediano nelle giovanili della Fiorentina, retrocedendo poi nel 1966 in quarta categoria con il Cuoiopelli, Ulivieri, laureato all'ISEF a 22 anni, esordisce come allenatore nella stessa squadra a 24 anni. Allena successivamente nel 1967-1968 il San Miniato, dal 1968 al 1971 la Primavera del Prato e, nel 1971-1972 il Fucecchio.
Nel 1974 passa ad allenare l'Empoli in Serie C1, poi dal 1976 al 1978 fa parte dello staff tecnico delle giovanili della Fiorentina. Passa poi alla Ternana in Serie B, terminando il campionato in nona posizione. Dopo un'altra stagione in serie cadetta con il L.R. Vicenza, esordisce in Serie A nel campionato 1980-1981 sulla panchina del Perugia, venendo però sostituito dopo 15 giornate.
Allena quindi la Sampdoria, portandola dalla B alla A nella stagione 1981-1982; nelle annate successive la Samp ottiene il 7º e il 6º posto; dopo due campionati a Cagliari, nel 1986 è coinvolto nello scandalo del Totonero-bis e condannato con una squalifica di tre anni, confermata anche nel processo di appello.
Tornato in panchina, grazie alla chiamata del Presidente Francesco Farina, ha allenato il Modena (1989-1991), ottenendo la promozione in Serie B, grazie ad una difesa molto solida (9 reti subite in 34 gare, record tuttora imbattuto del portiere Marco Ballotta). Dopo una salvezza nella stagione 1990-1991 alla guida dei canarini, torna a Vicenza (1991-1994), ottenendo una nuova promozione dalla C1 alla B.
Nel 1994 scende di nuovo in Serie C1 con il Bologna, vincendo il campionato. La stagione successiva vince il torneo cadetto nel finale: il cosiddetto "Torneo dei Bar", 6 vittorie nelle ultime sei partite. Il campionato 1996-1997 vede la migliore prestazione dei felsinei dalla fine degli anni 1960, col 7º posto in campionato e la semifinale di Coppa Italia persa a 5 minuti dalla fine. L'ultimo anno in Emilia lo vede da un lato legato alla querelle con Roberto Baggio (lasciato in panchina nella sfida contro la Juventus, il Divin Codino abbandonò offeso il ritiro), e dall'altro a capo di una squadra che con merito ottiene la qualificazione all'Intertoto, facendo dello stesso Baggio il miglior cannoniere italiano dell'anno. Ciò nonostante la società rossoblu pensa ugualmente alla sua sostituzione, e di conseguenza nel 1998 il tecnico passa in B al Napoli, dov'è esonerato a 3 giornate dalla fine del campionato. Nella stagione 1999-2000 subentra sulla panchina del Cagliari alla 5ª giornata ma non può evitare la retrocessione in B dei sardi.
Nella stagione successiva è chiamato dal Parma alla penultima giornata d'andata dopo le dimissioni a sorpresa di Arrigo Sacchi. I gialloblu finiscono quarti, qualificandosi per i preliminari di Champions League. Dopo l'eliminazione a opera del Lille, Ulivieri lascia la guida del Parma il 31 ottobre 2001. L'anno dopo viene chiamato dal Torino al posto dell'esonerato Giancarlo Camolese, ma la sua avventura sulla panchina granata dura solo 14 partite, sostituito dalla coppia composta da Giacomo Ferri e Renato Zaccarelli. Alla fine comunque i granata non riescono ad evitare la retrocessione in cadetteria.
Nel febbraio del 2004 è ingaggiato dal Padova, in Serie C1, con cui termina al 7º posto il suo scampolo di stagione e al 6º posto nell'intero campionato successivo. Nell'estate seguente torna a Bologna: licenziato nel novembre del 2005, viene richiamato dalla dirigenza pochi mesi dopo. Nella stagione 2006-2007 è confermato alla guida dei felsinei, ma viene esonerato il 14 aprile 2007, all'indomani della disfatta esterna per 3-0 contro il Genoa, nell'anticipo della 34ª giornata del campionato di Serie B.
Il 1º novembre dello stesso anno viene ingaggiato dalla Reggina, sotto consiglio del suo ex allievo ed ex tecnico della squadra amaranto Walter Mazzarri. Subentra a Massimo Ficcadenti, esonerato dopo la sconfitta interna per 3-1 contro il Livorno, ma Ulivieri viene sollevato a sua volta dall'incarico il 3 marzo 2008 dopo lo 0-0 casalingo contro il Palermo e nonostante avesse vinto una settimana prima contro la Juventus per 2-1 che al momento era classificata terza. Fu sostituito da Nevio Orlandi che portò la squadra alla salvezza. Il suo bilancio sulla panchina amaranto è di 4 vittorie, 5 pareggi e 7 sconfitte.
Dal settembre del 2014 diventa allenatore a titolo gratuito della Scalese, squadra di calcio femminile di San Miniato militante in Serie B. Nel settembre 2015 diventa allenatore della squadra femminile del Pontedera, in Serie C regionale e dal campionato 2018-2019 nella riformata Serie C, esperienza terminata nel 2022.

#### Dirigente
Ulivieri è dal 2006 presidente dell'Associazione Italiana Allenatori Calcio, succedendo ad Azeglio Vicini (nominato presidente onorario). In questa veste, nell'estate del 2011 è stato protagonista di una singolare forma di protesta, incatenandosi ai cancelli della FIGC a causa della rimozione dell'obbligatorietà del patentino di tecnico, apportata dalla Federcalcio in alcune serie minori. Ulivieri è anche direttore della scuola allenatori del settore tecnico della FIGC.

### Politica
Iscritto al Partito Comunista Italiano dagli anni sessanta, con cui fu consigliere comunale ed assessore nel comune di San Miniato, confluisce negli anni novanta nel Partito Democratico della Sinistra e poi nei Democratici di Sinistra, per poi aderire alla fine degli anni duemila prima al Partito Democratico e poi a Sinistra Ecologia Libertà. 
Il 31 marzo 2010 diviene il nuovo coordinatore locale di SEL nel comune natale di San Miniato.
Nel dicembre del 2012 Ulivieri si presenta in Toscana alle primarie di Sinistra Ecologia Libertà, indette per la selezione dei candidati al Parlamento italiano in vista delle elezioni politiche 2013. Alle consultazioni, svoltesi il 29 dicembre 2012, Ulivieri ottiene la candidatura grazie ai 2.112 voti ottenuti, che gli valgono il secondo posto tra i prescelti in lista al Senato; alle successive politiche del 24 e 25 febbraio 2013 non riesce però ad essere eletto.
Nel 2018 Ulivieri sostiene la lista Potere al Popolo! alle elezioni politiche del 2018.
Si candida alle elezioni regionali in Toscana del 2020, nella lista Toscana a Sinistra a sostegno di Tommaso Fattori, avversario di Eugenio Giani del centro-sinistra, biscugino di Ulivieri, senza risultare eletto.

## Statistiche

### Statistiche da allenatore

#### Club (maschile)
In grassetto le competizioni vinte.
| Stagione                      | Squadra          | Campionato       | Campionato | Campionato | Campionato | Campionato | Coppe nazionali | Coppe nazionali | Coppe nazionali | Coppe nazionali | Coppe nazionali | Coppe continentali | Coppe continentali | Coppe continentali | Coppe continentali | Coppe continentali | Altre coppe | Altre coppe | Altre coppe | Altre coppe | Altre coppe | Totale | Totale | Totale | Totale | % Vittorie | Piazzamento     |
| Stagione                      | Squadra          | Comp             | G          | V          | N          | P          | Comp            | G               | V               | N               | P               | Comp               | G                  | V                  | N                  | P                  | Comp        | G           | V           | N           | P           | G      | V      | N      | P      | %          | Piazzamento     |
| ----------------------------- | ---------------- | ---------------- | ---------- | ---------- | ---------- | ---------- | --------------- | --------------- | --------------- | --------------- | --------------- | ------------------ | ------------------ | ------------------ | ------------------ | ------------------ | ----------- | ----------- | ----------- | ----------- | ----------- | ------ | ------ | ------ | ------ | ---------- | --------------- |
| 1965-1966                     | San Miniato      | 1ª Cat.          | 30         | 19         | 8          | 3          | -               | -               | -               | -               | -               | -                  | -                  | -                  | -                  | -                  | -           | -           | -           | -           | -           | 30     | 19     | 8      | 3      | 63,33      | 2°              |
| 1966-1967                     | Fucecchio        | 1ª Cat.          | 30         | 6          | 10         | 14         | -               | -               | -               | -               | -               | -                  | -                  | -                  | -                  | -                  | -           | -           | -           | -           | -           | 30     | 6      | 10     | 14     | 20,00      | 14°             |
| 1967-1968                     | Cuoiopelli       | D                | 34         | 8          | 10         | 16         | -               | -               | -               | -               | -               | -                  | -                  | -                  | -                  | -                  | -           | -           | -           | -           | -           | 34     | 8      | 10     | 16     | 23,53      | 18º (retr.)     |
| 1971-1972                     | Fucecchio        | ?                | ?          | ?          | ?          | ?          | -               | -               | -               | -               | -               | -                  | -                  | -                  | -                  | -                  | -           | -           | -           | -           | -           | 0      | 0      | 0      | 0      | —          |                 |
| 1974-1975                     | Empoli           | C                | 38         | 13         | 13         | 12         | CI-S            | 4               | 1               | 1               | 2               | -                  | -                  | -                  | -                  | -                  | -           | -           | -           | -           | -           | 42     | 14     | 14     | 14     | 33,33      | 10°             |
| 1975-1976                     | Empoli           | C                | 38         | 12         | 13         | 13         | CI-S            | 4               | 1               | 1               | 2               | -                  | -                  | -                  | -                  | -                  | -           | -           | -           | -           | -           | 42     | 13     | 14     | 15     | 30,95      | 10°             |
| Totale Empoli                 | Totale Empoli    | Totale Empoli    | 76         | 25         | 26         | 25         |                 | 8               | 2               | 2               | 4               |                    | -                  | -                  | -                  | -                  |             | -           | -           | -           | -           | 84     | 27     | 28     | 29     | 32,14      |                 |
| 1978-1979                     | Ternana          | B                | 38         | 8          | 20         | 10         | CI              | 4               | 1               | 2               | 1               | -                  | -                  | -                  | -                  | -                  | -           | -           | -           | -           | -           | 42     | 9      | 22     | 11     | 21,43      | 10°             |
| 1979-1980                     | Vicenza          | B                | 38         | 13         | 16         | 9          | CI              | 4               | 0               | 1               | 3               | -                  | -                  | -                  | -                  | -                  | -           | -           | -           | -           | -           | 42     | 13     | 17     | 12     | 30,95      | 5°              |
| 1980-feb. 1981                | Perugia          | A                | 16         | 2          | 9          | 5          | CI              | 4               | 1               | 2               | 1               | -                  | -                  | -                  | -                  | -                  | TdC         | 2           | 0           | 1           | 1           | 22     | 3      | 12     | 7      | 13,64      | Dimiss.         |
| ott. 1981-1982                | Sampdoria        | B                | 33         | 16         | 12         | 5          | CI              | 4               | 2               | 0               | 2               | -                  | -                  | -                  | -                  | -                  | -           | -           | -           | -           | -           | 37     | 18     | 12     | 7      | 48,65      | Sub. 2° (prom.) |
| 1982-1983                     | Sampdoria        | A                | 30         | 8          | 15         | 7          | CI              | 5               | 1               | 2               | 2               | -                  | -                  | -                  | -                  | -                  | -           | -           | -           | -           | -           | 35     | 9      | 17     | 9      | 25,71      | 7°              |
| 1983-1984                     | Sampdoria        | A                | 30         | 12         | 8          | 10         | CI              | 9               | 4               | 4               | 1               | -                  | -                  | -                  | -                  | -                  | -           | -           | -           | -           | -           | 39     | 16     | 12     | 11     | 41,03      | 7°              |
| Totale Sampdoria              | Totale Sampdoria | Totale Sampdoria | 93         | 36         | 35         | 22         |                 | 18              | 7               | 6               | 5               |                    | -                  | -                  | -                  | -                  |             | -           | -           | -           | -           | 111    | 43     | 41     | 27     | 38,74      |                 |
| ott. 1984-1985                | Cagliari         | B                | 33         | 12         | 10         | 11         | CI              | 2               | 0               | 1               | 1               | -                  | -                  | -                  | -                  | -                  | -           | -           | -           | -           | -           | 35     | 12     | 11     | 12     | 34,29      | Sub. 16º        |
| ott. 1985-feb. 1986           | Cagliari         | B                | 22         | 5          | 6          | 11         | CI              | 5               | 0               | 2               | 3               | -                  | -                  | -                  | -                  | -                  | -           | -           | -           | -           | -           | 27     | 5      | 8      | 14     | 18,52      | Eson.           |
| 1989-1990                     | Modena           | C1               | 34         | 18         | 12         | 4          | CI+CI-C         | 1+6             | 0+2             | 0+2             | 1+2             | -                  | -                  | -                  | -                  | -                  | -           | -           | -           | -           | -           | 41     | 20     | 14     | 7      | 48,78      | 1° (prom.)      |
| 1990-1991                     | Modena           | B                | 38         | 10         | 16         | 12         | CI              | 6               | 2               | 2               | 2               | -                  | -                  | -                  | -                  | -                  | -           | -           | -           | -           | -           | 44     | 12     | 18     | 14     | 27,27      | 13°             |
| Totale Modena                 | Totale Modena    | Totale Modena    | 72         | 28         | 28         | 16         |                 | 13              | 4               | 4               | 5               |                    | -                  | -                  | -                  | -                  |             | -           | -           | -           | -           | 85     | 32     | 32     | 21     | 37,65      |                 |
| 1991-1992                     | Vicenza          | C1               | 34         | 11         | 18         | 5          | CI-C            | 4               | 2               | 1               | 1               | -                  | -                  | -                  | -                  | -                  | -           | -           | -           | -           | -           | 38     | 13     | 19     | 6      | 34,21      | 4°              |
| 1992-1993                     | Vicenza          | C1               | 32         | 14         | 15         | 3          | CI+CI-C         | 1+2             | 0+0             | 0+1             | 1+1             | -                  | -                  | -                  | -                  | -                  | -           | -           | -           | -           | -           | 35     | 14     | 16     | 5      | 40,00      | 2° (prom.)      |
| 1993-1994                     | Vicenza          | B                | 38         | 9          | 19         | 10         | CI              | 3               | 1               | 1               | 1               | -                  | -                  | -                  | -                  | -                  | -           | -           | -           | -           | -           | 41     | 10     | 20     | 11     | 24,39      | 11°             |
| Totale Vicenza                | Totale Vicenza   | Totale Vicenza   | 142        | 47         | 68         | 27         |                 | 14              | 3               | 4               | 7               |                    | -                  | -                  | -                  | -                  |             | -           | -           | -           | -           | 156    | 50     | 72     | 34     | 32,05      |                 |
| 1994-1995                     | Bologna          | C1               | 34         | 24         | 9          | 1          | CI+CI-C         | 1+6             | 0+2             | 0+3             | 1+1             | -                  | -                  | -                  | -                  | -                  | -           | -           | -           | -           | -           | 41     | 26     | 12     | 3      | 63,41      | 1° (prom.)      |
| 1995-1996                     | Bologna          | B                | 38         | 16         | 17         | 5          | CI              | 7               | 3               | 3               | 1               | -                  | -                  | -                  | -                  | -                  | -           | -           | -           | -           | -           | 45     | 19     | 20     | 6      | 42,22      | 1° (prom.)      |
| 1996-1997                     | Bologna          | A                | 34         | 13         | 10         | 11         | CI              | 6               | 4               | 1               | 1               | -                  | -                  | -                  | -                  | -                  | -           | -           | -           | -           | -           | 40     | 17     | 11     | 12     | 42,50      | 7°              |
| 1997-1998                     | Bologna          | A                | 34         | 12         | 12         | 10         | CI              | 4               | 2               | 1               | 1               | -                  | -                  | -                  | -                  | -                  | -           | -           | -           | -           | -           | 38     | 14     | 13     | 11     | 36,84      | 8°              |
| 1998-mag. 1999                | Napoli           | B                | 35         | 11         | 15         | 9          | CI              | 2               | 0               | 1               | 1               | -                  | -                  | -                  | -                  | -                  | -           | -           | -           | -           | -           | 37     | 11     | 16     | 10     | 29,73      | Eson.           |
| ott. 1999-mag. 2000           | Cagliari         | A                | 30         | 3          | 12         | 15         | CI              | 8               | 6               | 1               | 1               | -                  | -                  | -                  | -                  | -                  | -           | -           | -           | -           | -           | 38     | 9      | 13     | 16     | 23,68      | Sub.17º (retr.) |
| Totale Cagliari               | Totale Cagliari  | Totale Cagliari  | 85         | 20         | 28         | 37         |                 | 15              | 6               | 4               | 5               |                    | -                  | -                  | -                  | -                  |             | -           | -           | -           | -           | 100    | 26     | 32     | 42     | 26,00      |                 |
| feb.-giu. 2001                | Parma            | A                | 18         | 10         | 3          | 5          | CI              | 3               | 1               | 1               | 1               | CU                 | 2                  | 1                  | 0                  | 1                  | -           | -           | -           | -           | -           | 23     | 12     | 4      | 7      | 52,17      | Sub. 4º         |
| ago.-ott. 2001                | Parma            | A                | 8          | 1          | 5          | 2          | CI              | 0               | 0               | 0               | 0               | UCL+CU             | 2+4                | 1+3                | 0+1                | 1+0                | -           | -           | -           | -           | -           | 14     | 5      | 6      | 3      | 35,71      | Dimiss.         |
| Totale Parma                  | Totale Parma     | Totale Parma     | 26         | 11         | 8          | 7          |                 | 3               | 1               | 1               | 1               |                    | 8                  | 5                  | 1                  | 2                  |             | -           | -           | -           | -           | 37     | 17     | 10     | 10     | 45,95      |                 |
| nov. 2002-feb. 2003           | Torino           | A                | 16         | 1          | 7          | 8          | CI              | 0               | 0               | 0               | 0               | Int.               | 0                  | 0                  | 0                  | 0                  | -           | -           | -           | -           | -           | 16     | 1      | 7      | 8      | &6,25      | Sub., eson.     |
| feb.-giu. 2004                | Padova           | C1               | 12         | 4          | 3          | 5          | CI-C            | 0               | 0               | 0               | 0               | -                  | -                  | -                  | -                  | -                  | -           | -           | -           | -           | -           | 12     | 4      | 3      | 5      | 33,33      | Sub. 8º         |
| 2004-2005                     | Padova           | C1               | 34         | 13         | 9          | 12         | CI-C            | 6               | 2               | 3               | 1               | -                  | -                  | -                  | -                  | -                  | -           | -           | -           | -           | -           | 40     | 15     | 12     | 13     | 37,50      | 6°              |
| Totale Padova                 | Totale Padova    | Totale Padova    | 46         | 17         | 12         | 17         |                 | 6               | 2               | 3               | 1               |                    | -                  | -                  | -                  | -                  |             | -           | -           | -           | -           | 52     | 19     | 15     | 18     | 36,54      |                 |
| ago.-nov. 2005, mar-mag. 2006 | Bologna          | B                | 25         | 11         | 9          | 5          | CI              | 2               | 1               | 0               | 1               | -                  | -                  | -                  | -                  | -                  | -           | -           | -           | -           | -           | 27     | 12     | 9      | 6      | 44,44      | Eson.,Sub. 8º   |
| 2006-apr. 2007                | Bologna          | B                | 32         | 14         | 8          | 10         | CI              | 3               | 2               | 0               | 1               | -                  | -                  | -                  | -                  | -                  | -           | -           | -           | -           | -           | 35     | 16     | 8      | 11     | 45,71      | Eson.           |
| Totale Bologna                | Totale Bologna   | Totale Bologna   | 197        | 90         | 65         | 42         |                 | 29              | 14              | 8               | 7               |                    | -                  | -                  | -                  | -                  |             | -           | -           | -           | -           | 226    | 104    | 73     | 49     | 46,02      |                 |
| nov. 2007-mar. 2008           | Reggina          | A                | 16         | 4          | 5          | 7          | CI              | 2               | 0               | 0               | 2               | -                  | -                  | -                  | -                  | -                  | -           | -           | -           | -           | -           | 18     | 4      | 5      | 9      | 22,22      | Sub., eson.     |
| Totale carriera               | Totale carriera  | Totale carriera  | 941        | 326        | 350        | 265        |                 | 118             | 41              | 37              | 40              |                    | 8                  | 5                  | 1                  | 2                  |             | 2           | 0           | 1           | 1           | 1069   | 372    | 389    | 308    | 34,80      |                 |

## Palmarès

### Allenatore

#### Competizioni nazionali
- Campionato italiano di Serie B: 1

Bologna: 1995-1996
- Campionato italiano Serie C1: 3

Modena: 1989-1990 (girone A)
Bologna: 1994-1995 (girone A)
Vicenza: 1992-1993 (girone A)